# Imperija
Imperija (makedonska: Империја, engelska: Empire) är en låt med de makedonska sångarna Esma Redžepova och Vlatko Lozanoski. Låten är skriven av Simeon Atanasov och Borče Nečovski.

## Eurovision
Den 20 februari 2013 avslöjades det att låten skulle komma att vara Makedoniens bidrag i Eurovision Song Contest 2013. Bidraget släpptes offentligt den 27 februari samma år, men den 11 mars presenterades det istället att en ny låt skulle komma att tävla istället för "Imperija". Den nya låten avslöjades som "Pred da se razdeni" den 15 mars.